# Batševa Kacnelson
Batševa Kacnelson (hebrejsky בת-שבע כצנלסון‎; 1897 – 15. ledna 1990) byla sionistická aktivistka, izraelská politička a poslankyně Knesetu za stranu Všeobecní sionisté.

## Biografie
Narodila se v Bar v tehdejší Ruské říši (dnes Ukrajina). Vystudovala střední školu v Rusku a Gymnázium Herzlija v Tel Avivu. Absolvovala humanitní studia na Ženevské univerzitě. V roce 1911 přesídlila do dnešního Izraele. Působila po osmnáct let jako učitelka. Jejím manželem byl Re'uven Kacnelson. Syn Šmu'el Tamir se později rovněž stal poslancem Knesetu.

## Politická dráha
Zapojila se do činnosti sionistických organizací. Účastnila se roku 1926 prvního sjezdu Mezinárodní ženské sionistické organizace. Byla pak členkou výboru této organizace a předsedkyní její pobočky v Jeruzalému.
V izraelském parlamentu zasedla po volbách v roce 1951, kdy kandidovala za Všeobecné sionisty. Byla členkou výboru pro veřejné služby.